# Aska
Aska Corporation Inc. (яп. アスカ株式会社) — японська компанія, що займається виготовленням автомобільних кузовів, деталей шасі, важелів підвіски та іншого. Розробляє і виробляє розподільні щити, промислові роботи. Компанія була заснована Теруюкі Намбу в 1999 році в місті Ойта, Японія. Головний офіс компанії розташований в місті Фукуока.